# Backbone

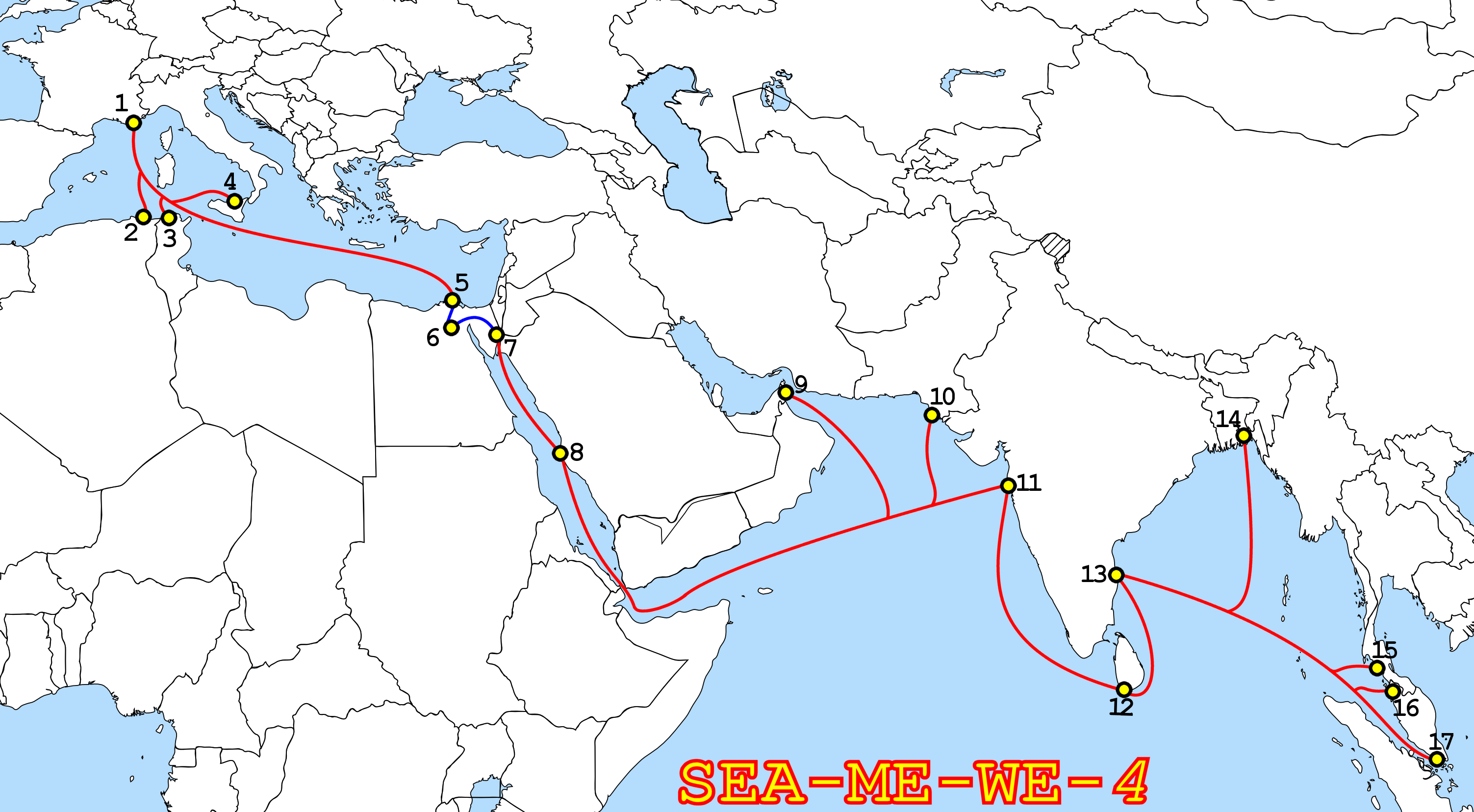
Ruta del cable submarino SEA-ME-WE 4 (en rojo), la principal troncal entre Europa, el Oriente medio, el subcontinente indio y el Sureste asiático.
El trozo en azul (entre los nodos 5 y 7) es terrestre.

Una troncal (en inglés backbone), red troncal o troncal de internet, es una de las principales conexiones de internet. Cada troncal está compuesta por un gran número de enrutadores interconectados comerciales, gubernamentales, universitarios y de otra índole de gran capacidad que llevan los datos a través de países, continentes y océanos del mundo mediante cables de fibra óptica.
Parte de la extrema adaptabilidad de internet se debe a su diseño estructural, ubicando las funciones de estado y control en los propios elementos de la red y relegando la mayor parte del procesamiento a los extremos finales. De esta manera se asegura la integridad, la fiabilidad y la autenticidad de los datos.
El término troncal también se refiere al cableado troncal o subsistema vertical en una instalación de red de área local que sigue la normativa de cableado estructurado.

## Cronología
La troncal original de Internet fue ARPANET (puesta en marcha el 29 de octubre de 1969).
En 1989 se creó la troncal NSFNet. El ejército de los Estados Unidos de América se separó, creando la red MILNET, y ARPANET se cerró.
Se desarrolló un plan para expandir más la red NSFNet, antes de convertirlo en obsoleto, creando una nueva arquitectura de red basada en un encaminamiento descentralizado.
Con la retirada de la troncal de la NSFNet el 30 de abril de 1995, Internet a partir de ahora consiste enteramente de varios ISP comerciales y redes privadas (así como redes entre universidades), conectadas a puntos de peering.
El término «troncal de Internet» suele referirse a los enlaces entre proveedores y puntos de conexión directa o peering. Sin embargo, con el uso universal del protocolo de encaminamiento BGP, Internet funciona sin ninguna red central.
Con la llegada de la burbuja de las punto com de 2002, un número grande de empresas de telecomunicaciones se vieron amenazadas por la bancarrota y algunas quebraron completamente: por ejemplo, la red EBONE desapareció completamente. Esta fue una prueba exitosa del nivel de tolerancia de errores y redundancia de Internet.

## Visión general
La "columna vertebral" de Internet consiste en muchas redes diferentes. Normalmente, el término se usa para describir grandes redes que se interconectan entre ellas y pueden tener ISPs individuales como clientes. Por ejemplo, un ISP local puede proporcionar servicio para una única ciudad, y conectar a un proveedor regional que tiene varios ISPs locales como clientes. Este proveedor regional conecta a una de las redes troncales, que proporciona conexiones a escala nacional o mundial.
Estos proveedores troncales normalmente proporcionan instalaciones de conexión en muchas ciudades para sus clientes, y ellos mismos conectan con otros proveedores troncales en IXPs (Internet Exchange Point) como el CATNIX de Barcelona, el ESPANIX de Madrid o el GALNIX de Santiago de Compostela. El más grande de estos IXP en términos de tasa de transferencia y rutas accesibles es el ChtIX en Roubaix Valley, Francia.

## Quiénes lo implementan
Las redes troncales suelen implementarlas entes comerciales, educativos o gubernamentales, como redes militares. Algunas grandes compañías que proporcionan conectividad troncal son UUnet (ahora una división de Verizon), British Telecom, Lyntia, Telefónica, Level (3), Hurricane Electric, Cogent Communications, AT&T, Sprint Nextel, OVH, France Télécom, BSNL, Teleglobe, Qwest y Savvis. En América Latina, entre otros, se puede encontrar Impsat, CTE TELECOM/CLARO y G&DCOM.

## Tipos de troncales
Existen dos tipos: en cascada y colapsado. En cascada todos los puestos de trabajo (anfitriones, terminales) están conectados a un enlace troncal con el cuarto de equipos. Esta arquitectura es casi obsoleta y genera mucho tráfico innecesario en la red. En el colapsado existen varios tramos que salen del cuarto de equipos, permitiendo una mejor distribución de servicios, sin saturar ningún sector de la red y dando una mejor calidad de señal a los tramos lejos al cuarto de equipos.